# Ostrá
Pour les articles homonymes, voir Ostra (homonymie).
Ostrá (en allemand : Wustra) est une commune du district de Nymburk, dans la région de Bohême-Centrale, en République tchèque. Sa population s'élevait à 573 habitants en 2020.

## Géographie
Ostrá se trouve à 5 km au sud-est de Poděbrady, à 10,5 km à l'ouest de Nymburk et à 35 km à l'est-nord-est de Prague.
La commune est limitée par Lysá nad Labem à l'ouest et au nord-ouest, par Stratov au nord, par Kostomlaty nad Labem à l'est, par Hradištko et Semice au sud.

## Histoire
La première mention écrite de la localité date de 1503.

## Transports
Par la route, Ostrá se trouve à 8 km de Poděbrady, à 11,5 km de Nymburk et à 42 km de Prague.